# Ereditate
Ereditatea este proprietatea tuturor organismelor vii aparținătoare unei specii de a da naștere la urmași asemănători sau capacitatea organismelor de a transmite la descendenți anumite caractere ereditare, fie prin reproducere asexuată sau reproducere sexuată. Prin procesul eredității, variațiile genetice se acumulează și pot duce la evoluția prin selecție naturală a unor fenotipuri (conform teoriei evoluției lui Darwin). Studiul eredității în biologie se numește genetică și include alte subdomenii cum ar fi epigenetica, genetica populațională, genetica medicală, genomica etc. 

## Aspecte generale

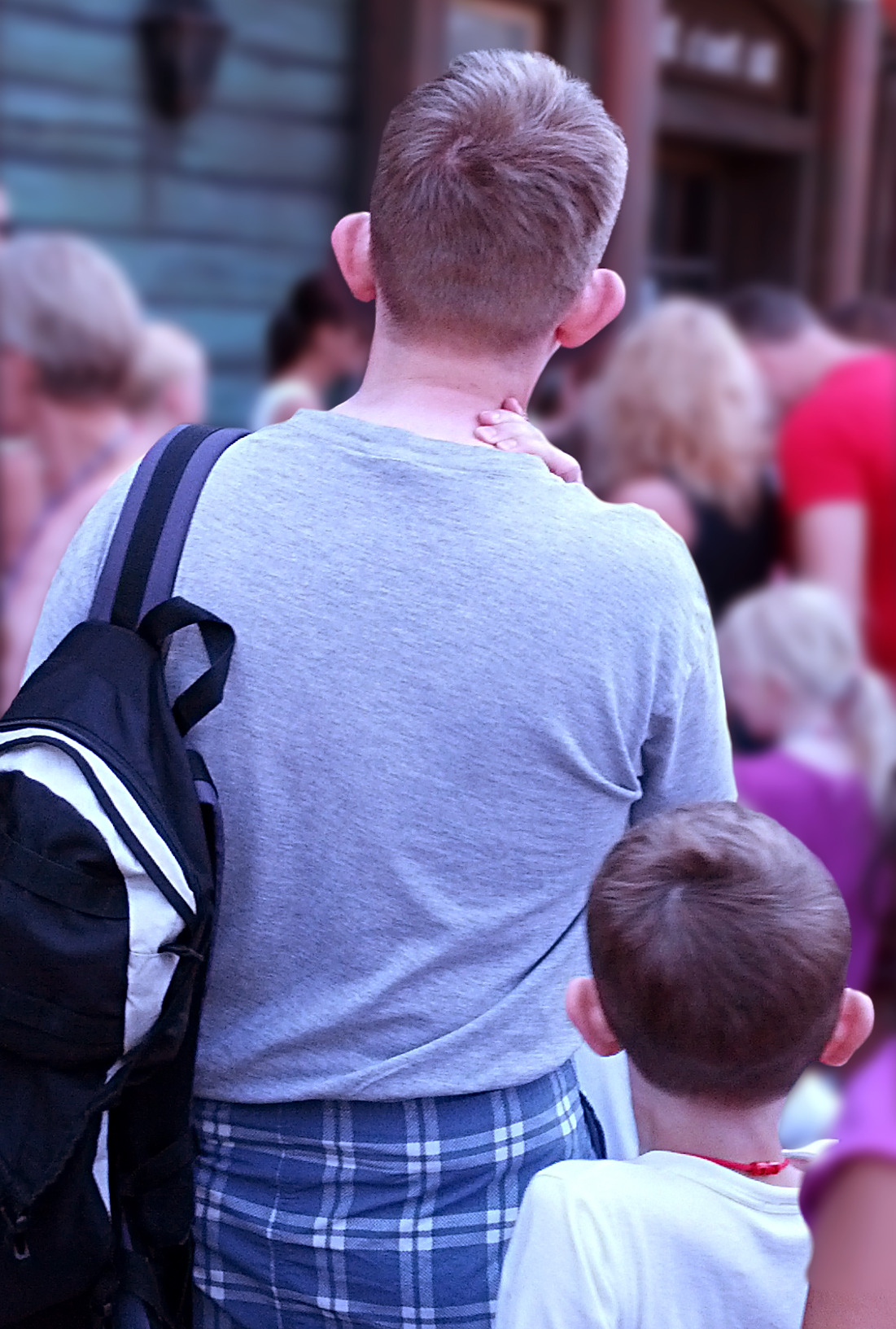
Ereditatea fenotipurilor: atât tatăl, cât și fiul au urechi proeminente.

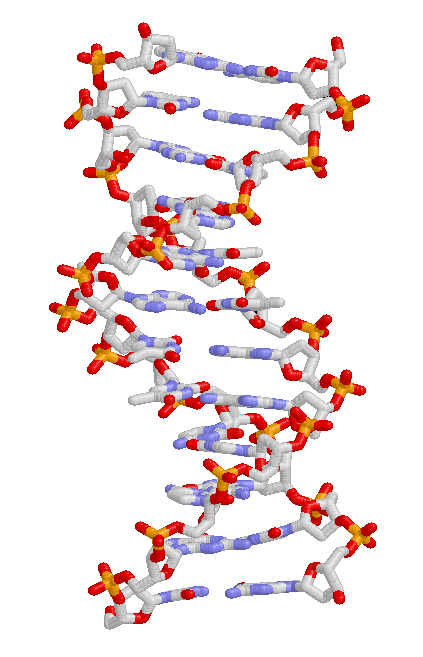
Structura ADN. Nucleobazele se află în centru, înconjurate de lanțurile de zahar în dublu helix.

La oameni, culoarea ochilor reprezintă un exemplu de caracteristică ereditară: un individ poate moșteni culoarea căprui a ochilor de la unul dintre părinți. 
Caracteristicile ereditare sunt controlate de  gene, iar mulțimea genelor din genomul unui organism se numește genotip.
Mulțimea tuturor caracteristicilor observabile din structura și comportamentul unui organism se numește fenotip. Aceste caracteristici sunt rezultatul interacțiunilor dintre genotip și mediul înconjurător. 
Drept rezultat, multe aspecte ale fenotipului unui organism nu sunt ereditare, cum ar fi pielea bronzată.  Culoarea bronzată a pielii nu se transmite urmașilor. 
Cu toate acestea, unii oameni se bronzează mai ușor decât alții, datorită diferențelor dintre genotipuri. Un exemplu în acest sens îl reprezintă oamenii albinoși, care nu se bronzează deloc și au pielea foarte sensibilă la razele solare.
Caracteristicile ereditare sunt transmise de la generație la alta prin ADN, o moleculă care păstrează informația genetică.
ADN-ul este un polimer compus din patru baze. Ordinea bazelor dintr-o moleculă de ADN specifică informația genetică, precum secvențele de litere formează textul unei cărți. 
Înainte diviziunii unei celule prin mitoză, ADN-ul este copiat, altfel încât celula rezultată moștenește secvența ADN.
Partea unei molecule ADN care specifică o singură unitate funcțională se numește genă. În interiorul unei celule, lanțurile ADN formează structuri condensate numite cromozomi. Organismele moștenesc material genetic de la părinți, sub forma unor cromozomi omologi, care sunt constituiți din combinații unice de secvențe ADN. 
Locul specific al unei secvențe ADN pe un cromozom se numește locus (la plural, loci).
Diferențele dintre diferite loci de la un individ la altul se numesc  alele.
Secvențele ADN pot fi alterate prin mutații, care duc la producerea de noi alele. 
Dacă mutația are loc în secvența unei gene, atunci noua alelă poate afecta fenotipul individului.
Unele fenotipuri sunt consecințele unei singure alele, dar majoritatea fenotipurilor sunt complexe și sunt controlate de 
 mai multe gene care interacționează între ele (în engleză quantitative trait locus).
Studii recente au confirmat că, în anumite situații, schimbările ereditare nu pot fi explicate direct de structura ADN.
Aceste fenomene sunt clasificate ca sisteme ereditare epigenetică epigenetice, care evoluează fie datorită genelor, fie independent. Studiul eredității epigenetice este doar la început. 
Câteva dintre sistemele ereditare epigenetice sunt metilarea ADN, ciclurile metabolice (vezi Metabolism) (în engleză metabolic loops), atenuarea genelor (în engleză gene silencing) prin interferența ARN sau structura tridimensională a proteinelor.
De exemplu, ereditatea ecologică prin procesul construirii nișelor este definită de acțiunile repetate și regulate ale unui organism în mediul lui de viață. Acest fenomen să naștere unui efect care alterează procesul de selecție timp de mai multe generații. Moștenitorii preiau genele părinților, dar și caracteristicile determinate de mediu, generate prin comportamentul înaintașilor. 
Alte exemple de caracteristici ereditare care nu sunt controlate de informația genetică sunt  caracteristicile culturale, ereditatea de grup și simbiogeneza. 

Aceste exemple de ereditate, nelegate de informația genetică, poartă numele de selecție la mai multe nivele (în engleză multilevel selection).

## Gregor Mendel: părintele geneticii

Tabelul prezintă felul în care are loc schimbul de gene în timpul meiozei, și felul în care aceasta este transpusă în legile lui Mendel

Ideea eredității genelor este atribuită călugărului Gregor Mendel din Moravia, care și-a publicat munca în anul 1865. Munca sa a rămas aproape necunoscută, până când a fost republicată în 1901. 
La început s-a crezut că ereditatea mendeliană are loc numai în sensul diferențelor evidente calitativ, precum cele observate de Mendel în experimentul său cu mazărea. Ideea efectului cantitativ al genelor a fost propusă de R. A. Fisher în 1918.
Experimentului cu mazărea a pus bazele studiului carecteristicilor mendeliene. Aceste caracteristici își au originea într-un singur locus.

## Legătura cu Teoria evoluției a lui Darwin
Atunci când Charles Darwin a propus teoria evoluției în 1859, principala sa problemă a fost lipsa de cunoștințe legate de erediate.
Prima abordare a lui Darwin a fost legată de felul în care ereditatea părea să funcționeze (a observat că și caracteristicile absente ale părinților la momentul reproducerii puteau fi moștenite, apoi a mai observat că unele caracteristici erau legate de sex), dar a evitat să explice mecanismele eredității.
Primul model al eredității propus de Darwin a fost adoptat, și mai apoi modificat, de verișorul acestuia Francis Galton, care a pus bazele școlii biometrice despre ereditate. 
Modelul eredității dobândite, propus de Darwin, a fost contrazis în 1880, când August Weismann a tăiat codițele mai multor generații de șoareci și a observat că puilor acestora continuau să le crească codițe.

## Boli genetice des întâlnite
- Sindromul Down
- Boala Huntington
- Fenilcetonuria (PKU)
-  Hemofilia

### Terapia genelor
Oamenii de știință cercetează posibilitatea corectării mutațiilor din genele care provoacă boli genetice, în embrioni. 
În 2015 a fost publicat primul studiu în care au fost modificate genele unui embrion uman care suferea de hemofilie, folosind tehnologia CRISPR-Cas9. În mod oficial, până în decembrie 2015, nu s-a născut niciun bebeluș uman modificat cu această tehnologie.